# آن برانون
آن برانون (بالإنجليزية: Ann Brannon)‏ هي مبارزة بالسيف بريطانية، ولدت في 10 أكتوبر 1958 في لندن في المملكة المتحدة.

## وصلات خارجية
- آن برانون على موقع اللجنة الأولمبية الدولية (الإنجليزية)
- آن برانون على موقع أوليمبيديا (الإنجليزية)
- آن برانون على موقع اللجنة الأولمبية البريطانية (الإنجليزية)